# Konformacioni izomerizam
Konformaciona izomerija je forma stereoizomerije u kojoj izomeri mogu preći jedan u drugi ekskluzivno putem rotacije oko jednostrukih veza. Takvi izomeri se generalno nazivaju konformacionim izomerima ili konformerima, i specifično rotamerima kad se razlikuju po rotaciji oko samo jedne veze. Konformacioni izomeri su razlikuju od drugih klasa stereoizomera kod kojih je za interkonverziju neohodno raskidanje i ponovno formiranje hemijskih veza. Rotaciona barijera je energija aktivacije koja je neohodna za interkonverziju rotamera.

## Tipovi konformacionog izomerizma
Postojanje više od jedne konformacije, obično sa različitim energijama, je posledica rotacije oko hemijskih veza. Butan ima tri rotamera: dva gauche konformera, koji su enantiomerni i jedan anti konformer, kod koga su četiri ugljenična centra koplanarna. Tri konformacije sa diedralnim uglovima od 0°, 120° i 240° se ne smatraju rotamerima, nego tranzicionim stanjima.  
Primeri konformacionog izomerizma su:
1. Linearna konformacija alkana
2. Konformacija prstena
  - Konformacije cikloheksana sa konformerima stolice i kade.
  - Konformacije ugljenih hidrata
3. Atropizomerizam - usled ograničene rotacije oko veze, molekul može da bude hiralan.
4. Uvijanje molekula, pri čemu su neki oblici stabilni i funkcionalni, a drugi nisu.

## Ravnotežna populacija konformera
Populacija različitih konformera sledi Bolcmanovu distribuciju: 
{\displaystyle {\frac {N_{i}}{N_{total}}}={\frac {e^{-E_{rel}/RT}}{\sum _{k=1}^{N_{total}}e^{-E_{k}/RT}}}}
Na levoj strani je ravnotežni odnos broja konformera i i totalnog broja konformera. {\displaystyle E_{rel}} je relativna energija -tog konformera u odnosu na konformer minimalne energije. {\displaystyle E_{k}} je relativna energija -tog konformera u odnosu na konformer minimalne energije. R je molarna konstanta idealnog gasa (8.31 ), i  je temperature u Kelvinima (K). Delilac na desnoj strani je particiona funkcija.

## Literatura
1. ↑   Архивирано на веб-сајту  (21. децембар 2010).
2. ↑  IUPAC (1996). „Rotamer”. Kompendijum hemijske terminologije (Internet izdanje).